# Campionati europei di duathlon del 1991
I Campionati europei di duathlon del 1991 (II edizione assoluta) si sono tenuti a Birmingham in Regno Unito.
La gara maschile è stata vinta, come nell'anno precedente, dall'olandese Mark Koks, così come quella femminile dalla connazionale Thea Sybesma.

## Risultati

### Élite uomini
| Pos. | Pos.            | Paese       | Totale   |
| ---- | --------------- | ----------- | -------- |
|      | Mark Koks       | Paesi Bassi | 01:19:36 |
|      | Urs Dellsperger | Svizzera    | 01:19:41 |
|      | Glenn Cook      | Regno Unito | 01:20:14 |

### Élite donne
| Pos. | Pos.           | Paese       | Totale   |
| ---- | -------------- | ----------- | -------- |
|      | Thea Sybesma   | Paesi Bassi | 01:29:59 |
|      | Sarah Coope    | Regno Unito | 01:31:02 |
|      | Melissa Watson | Regno Unito | 01:31:49 |